# ナンシー・サヴォカ
ナンシー・サヴォカ(Nancy Savoca 1959年7月23日- )は、アメリカ合衆国の映画監督、プロデューサー、脚本家である。
1991年のサヴォカ監督作品、リヴァー・フェニックス、リリ・テイラー共演の映画『Dogfight』(邦題『恋のドッグファイト』)はほぼ劇場未公開作品で当時、興行的には不振だったが、IMDb等で高評価が続くため2012年より世界各地で舞台化され、2024年にクライテリオンからBlu-rayがリリースされた。
2019年、サヴォカのアーカイブはミシガン大学が獲得し、同大学のFilm Mavericksコレクションに収蔵され、コレクションには、オーソン・ウェルズ、ロバート・アルトマン、そしてサヴォカの師であるジョナサン・デミとジョン・セイルズの作品が含まれている。

## 来歴
1959年にニューヨークのブロンクス区で、アルゼンチン移民のマリア・エルビラとシチリア移民のカルロス・サヴォカの子として生まれた。地元の学校に通い、ニューヨーク州フラッシングのクイーンズ・カレッジで学業を終えた後、1982年にニューヨーク大学の映画学校、ティッシュ・スクール・オブ・ジ・アーツを卒業。在学中に短編映画『レナータ』と『バッド・タイミング』で総合優秀賞であるヘイグ・P・マヌージアン賞を受賞した。
最初の専門的な経験はジョナサン・デミ監督の2作品(「サムシング・ワイルド」1986年、「マリッジ・トゥ・ザ・マフィア」1988年)のアシスタント監査役として、またジョン・セイルズ(「ブラザー・フロム・アナザー・プラネット」1984年)の制作アシスタントとしての経験だった。
ジョン・セイルズは、サヴォカの長編監督および共同脚本デビュー作「トゥルーラブ」(1989)に資金を提供した。ニューヨーク・タイムズ紙がその年のベスト映画の1つと称賛し、その後MGM-UAに購入・公開され、RCAレコードに収録されたサウンドトラックはビルボードチャートで2度のトップ40入りを果たした。
その成功により、サヴォカはこれまでで唯一のハリウッド映画「ドッグファイト」(1991年)を製作することが出来た。
800万ドル(「トゥルー・ラブ」の予算の8倍)で撮影された「ドッグファイト」は、ベトナム行きの若い海兵隊員(リヴァー・フェニックス)とウォールフラワーのウェイトレス(リリ・テイラー)の物語で、この映画は興行的には評判が悪かったものの、監督の才能と俳優との能力をさらに示した。
「この物語は非常に複雑な物語なのです。脚本を書いたボブ・コンフォートは実際に海兵隊員としてベトナムに向かい、それがこの物語に惹かれた理由でもありますが、この映画のためのキャストも当時としては信じられないほど若く才能豊かなキャストです。リヴァー19歳、リリ・テイラー23歳、実際の年齢を遥かに超えた成熟度です。」（サヴォカ談.2024年8月27日オハイオ州シンシナティのエスクァイア・シアター上映）
1993年の『ハウスホールド セインツ』はトレーシー・ウルマン、ヴィンセント・ドノフリオ、『ドッグファイト』のリリ・テイラー主演の映画でフランシーン・プローズの小説が原作で、20世紀後半のイタリア系アメリカ人女性の3世代の生活を描いている。この映画のエグゼクティブプロデューサーはサヴォカの長年の友人であり、映画界での最初の雇用主であるジョナサン・デミだった。
2024年1月に『ハウスホールド セインツ』はキノ・ローバーとマイルストーン・フィルムズの協力により4K修復版で限定劇場上映を開始した。2024年4月23日、キノ・ローバーはこの4K修復版をDVDとBlu-rayの両方でリリースした。

## フィルモグラフィー
- 『Renata』(1982) 短編映画
- 『Bad Timing』 (1982) 短編映画
- 『True Love』(1989)
- 『Dogfight』(邦題『恋のドッグファイト』) (1991)[19]
- 『Household Saints（英語版）』 (1993) (リチャード・ゲイと共同脚本)
- 『Dark Eyes』(1995) (TV)
- 『Murder One』 (1995) (TV)
- 『If These Walls Could Talk』 (1996) (TV)
- 『The 24 Hour Woman』 (1999) (リチャード・ゲイと共同脚本)
- 『Third Watch』 (2000) (TV)
- 『The Mind of the Married Man』(2001) (TV)
- 『Reno: Rebel without a Pause（英語版）』(2003) (TV)
- 『Dirt』(2003) (リチャード・ゲイと共同脚本)
- 『Union Square（英語版）』(2012)[20]

## 受賞・ノミネート
- 1982 Haig P. Manoogian Award, New York University
- 1989 Sundance Film Festival Grand Jury Prize – 『True Love』[21]
- 1989 San Sebastián International Film Festival受賞 – 『True Love』
- 1990 Independent Spirit Award Best Director,ノミネート– 『True Love』
- 1994 Independent Spirit Award Best Screenplayノミネート–『Household Saints』
- 1996 Lucy Award 受賞–『If These Walls Could Talk』
- 2000 ALMA Outstanding Director of a Feature Film, ノミネート– 『The 24-Hour Woman』
- 2004 Los Angeles Latino International Film Festival Best Director,受賞– 『Dirt』